# Ictinogomphus alaquopterus
Ictinogomphus alaquopterus – gatunek ważki z rodziny gadziogłówkowatych (Gomphidae).